# آمباریش
آمباریش (انگلیسی: Ambareesh; ۲۹ مهٔ ۱۹۵۲ – ۲۴ نوامبر ۲۰۱۸) سیاست‌مدار اهل هند بود.
از فیلم‌ها یا برنامه‌های تلویزیونی که وی در آن نقش داشته‌است می‌توان به پریا، تونی، انسان زهردار و جهان عشق اشاره کرد.